# クロアンコウ科
クロアンコウ科（学名：Melanocetidae）は、アンコウ目に所属する硬骨魚類の分類群（科）の一つ。いわゆるチョウチンアンコウ類として知られる深海魚の一群で、ペリカンアンコウなど1属6種を含む。

## 分布
クロアンコウ科の魚類は大西洋・太平洋、およびインド洋に分布する。カリブ海・メキシコ湾にも生息する一方、カリフォルニア湾や地中海では確認されていない。ペリカンアンコウ Melanocetus johnsonii は三大洋に幅広く分布する汎存種であり、雌および仔魚の標本は2009年時点でそれぞれ852点・329点が知られている。ペリカンアンコウモドキ Melanocetus murrayi も大西洋・太平洋を中心に300点を超える標本が得られているが、インド洋からの報告は4件にとどまっている。
生息水深は250mから3000m以深に及び、特に500~2500mの範囲が中心とみられている。ペリカンアンコウの捕獲記録は水深500~1500mに集中する一方、ペリカンアンコウモドキはさらに深い1000~2500mの範囲が多い。これら2種は日本近海にも分布し、ペリカンアンコウが東北地方の太平洋岸および沖ノ鳥島周辺、ペリカンアンコウモドキが沖縄舟状海盆で確認されている。
本科に所属する他の4種のうち3種は東部太平洋の熱帯域に限局し、残る1種（Melanocetus rossi）は南極・ロス海の水深400m付近から得られた雌の1個体しか知られていない。これらの4種はいずれも確認された個体数が限られており、垂直分布範囲の推測は難しい。

## 生態
深海の中層を漂泳し、誘引突起と擬餌状体を使って獲物を捕食する。大きく膨らんだ腹部から、自分自身よりも大型の獲物を捕食することが可能と考えられている。
すべてのチョウチンアンコウ類に共通する特徴として、雌雄の体格は著しい性的二形を示し、雄は雌よりも極端に小さい矮雄（わいゆう）である。本科の雄は自由生活性で、変態後も両顎の大きな歯を使って摂餌を継続し、雌に寄生はしない。雌の体に噛みついた状態の雄がこれまでに2例捕獲されているが、皮膚や血管の癒合は確認されていない。2例とも結合して間もないタイミングであった可能性もあるものの、繁殖時の一時的な付着に過ぎないと考えられている。雄の付着があった2例の雌はいずれも卵巣に大型（0.2~0.8mm）の卵を抱えていた一方で、通常の雌個体で0.1mm以上の卵が確認されたことはない。対して雄では、よく成熟した精巣を有する個体がしばしば見つかっている。

## 形態
クロアンコウ科の仲間は背鰭の鰭条数が臀鰭の3倍以上（他科ではほぼ同じか、わずかに多い程度）あるなど不対鰭の構成が独特で、他のチョウチンアンコウ類との鑑別は比較的容易である。

### 雌

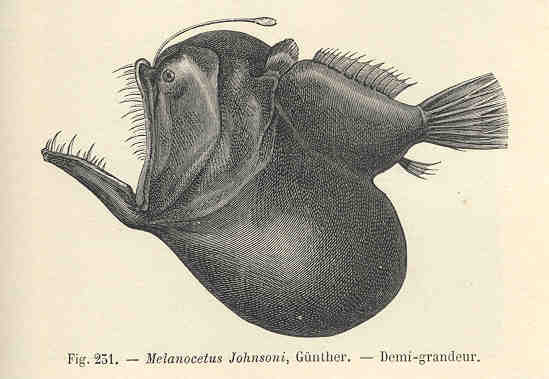
ペリカンアンコウ。膨らんだ腹部と多数の牙を備えた大きな口、臀鰭の3倍以上の背鰭鰭条を持つことが本科の特徴である

体は短く球状で、頭部は平滑で丸みを帯び、ぶら下がるように膨らんだ大きな腹部が特徴である。生時の体色は擬餌状体の先端を除いて漆黒であるが、アルコール固定など捕獲後の保存条件下では速やかにメラニン色素の脱落が起き、赤褐色から橙色を呈する。体表は鱗を欠きビロードのように平滑だが、一部の例では顕微鏡下で確認できるレベルの微細な突起に覆われる。最大種はペリカンアンコウで、体長13.5cmの記録がある。
口は大きくほぼ真上を向き、両顎に多数の長い牙状の歯を備える。誘引突起は一定の長さを持つ一方、擬餌状体の構造は他のチョウチンアンコウ類と比較して単純である。背鰭は通常13-16本（まれに12本または17本）、臀鰭は4本（まれに3本または5本）、胸鰭は15-23本、尾鰭は9本の鰭条を持つ。方形骨・間接骨・角骨・前鰓蓋骨のトゲを欠く。

### 雄
変態後の雄はよく発達した側面向きの眼を持ち、形状は楕円形で瞳孔が水晶体よりも大きい。嗅覚器官も大きく、鼻孔は膨張し側面を向く。最大で28mmの個体（ペリカンアンコウ）が記録されている。採集された雄の同定は一般に極めて難しく、歯の数や変態直後に残存する体表の色素分布が指標として用いられるが、種を特定できた例は非常に少ない。

### 仔魚
体は短くほぼ球状で、皮膚は中程度に膨張する。胸鰭の後端が背鰭・臀鰭を越えることはなく、不対鰭の鰭条数は仔魚の時点で本科魚類の際立った特徴となっている。性的二形は最初期の段階で明瞭に現れており、雌は誘引突起の原器を既に備えている。体長8-10mmの時点で変態すると考えられている。

## 分類

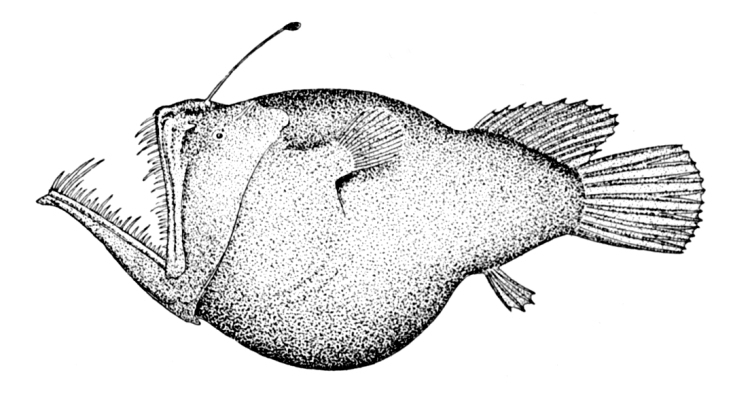
ペリカンアンコウモドキ。本科魚類の中で最も派生的とされる種。生息水深はペリカンアンコウよりもさらに深く、貧栄養の環境に適応した脆弱な皮膚や骨格を持つ

クロアンコウ科にはNelson（2016）の体系において、クロアンコウ属 Melanocetus のみ1属6種が認められている。1864年、マデイラ諸島沖合で採集された雌個体に基づき、ペリカンアンコウ M. johnsonii が本科魚類として最初に記載された。以降13種が記載されたが、1951年のモノグラフにおいて、広範な分布域を持つペリカンアンコウおよびペリカンアンコウモドキ M. murrayi と、東部太平洋に限局する3種（現在ではペリカンアンコウのシノニムとされる M. ferox を含む）に整理された。その後新たに蓄積された600点余りの標本に基づき、1980年に M. eustalus を含む5種が認められ、翌年に M. rossi が記載されたことで現在の6種の構成が揃うこととなった。
M. murrayi の和名であった「セムシクロアンコウ」は、差別的用語を含むとして、日本魚類学会により2007年に「クロアンコウ」に変更された。しかし「クロアンコウ」の名は千島列島から報告された M. niger に対して既に（1971年）付与されていたことから、後に命名された「ペリカンアンコウモドキ」が本種の和名として妥当であると判断されている。
属名の由来は、ギリシア語の「melas/melanos（黒い）」と大型の海洋生物を表す「ketos」から。
- クロアンコウ属 Melanocetus
  - Melanocetus eustalus
  - ペリカンアンコウ Melanocetus johnsonii
  - ペリカンアンコウモドキ Melanocetus murrayi
  - Melanocetus niger
  - Melanocetus polyactis
  - Melanocetus rossi

以下はわずかな雄個体のみに基づき記載された種で、有効性は不明（nomen dubium；疑問名）である。
- Melanocetus longirostirs　ニューギニア島北部から得られた雄の1個体（21mm）に基づく[4]。
- Melanocetus nudus　コスタリカ沖など2個体が知られる[4]。